# 凱卡拉德馬圖林
凱卡拉德馬圖林（西班牙語：Caicara de Maturín），是委內瑞拉的城鎮，位於該國東部莫納加斯州，是塞尼奧德市的首府，處於蓬塔德馬塔東北面，始建於1731年4月20日。

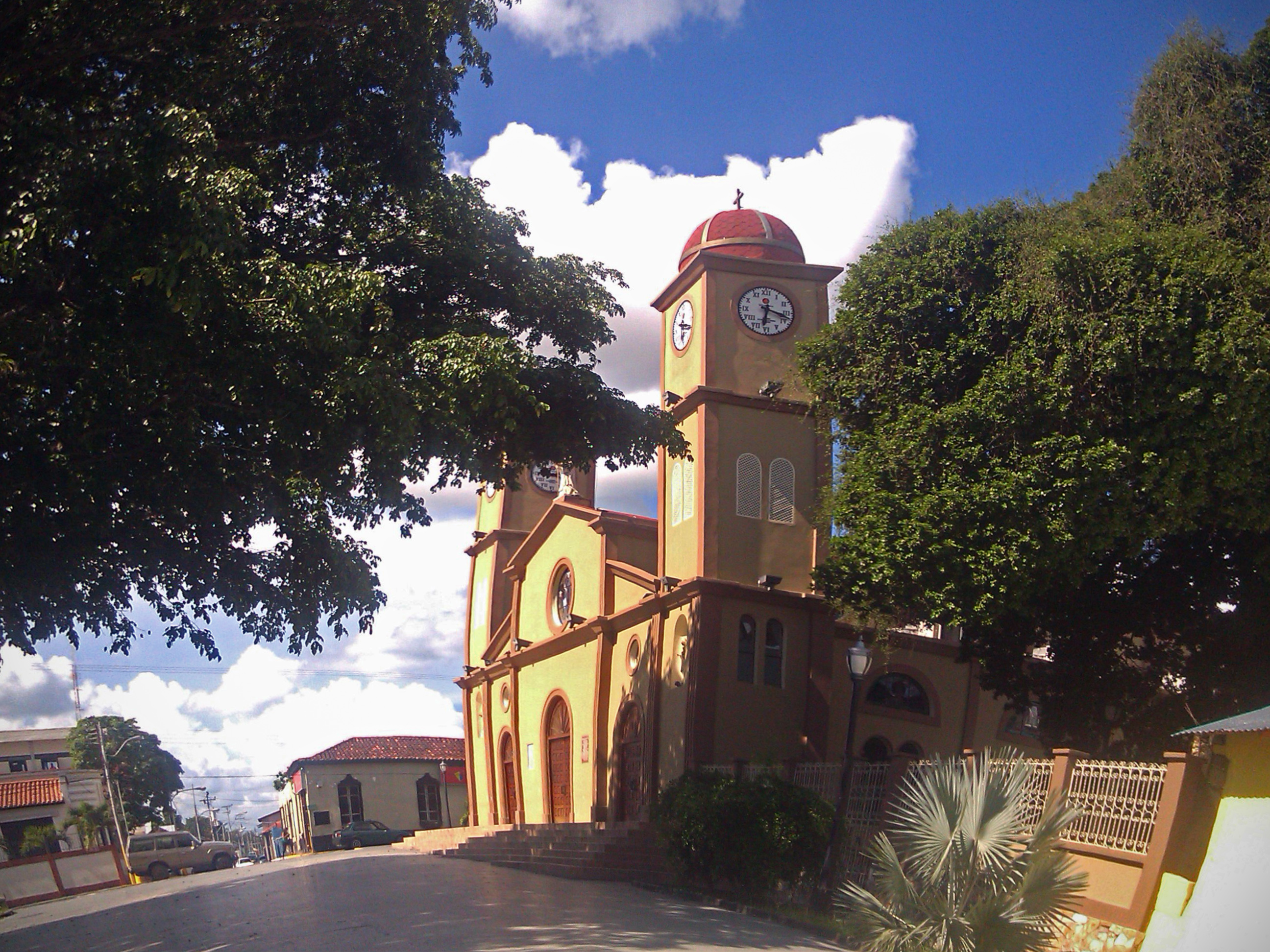
教堂在凱卡拉德馬圖林